# HD 111031 b
HD 111031 b (بالإنجليزية: HD 111031 b)‏ هو unconfirmed extrasolar planets، في كوكبة الغراب (كوكبة)، يتبع HD 111031 ‏.

## الاكتشاف
اكتشف في 2007، وكانت طريقة الاكتشاف Doppler spectroscopy.